# Collocalia linchi
Collocalia linchi là một loài chim trong họ Apodidae.